# Ibrahim al-Harbí
Ibrahim Mater al-Harbí (arabul: ابراهيم الحربي); 1975. július 10. –) szaúd-arábiai válogatott labdarúgó.

## Pályafutása

### Klubcsapatban
1993 és 2007 között az en-Naszr csapatában játszott. 2007 és 2009 között az Ohod Club játékosa volt. Kétszeres szaúdi bajnok (1994, 1995).

### A válogatottban
1996 és 2003 között 61 alkalommal játszott a szaúd-arábiai válogatottban és 1 gólt szerzett. Tagja volt az 1996. évi nyári olimpiai játékokon szereplő válogatott keretének és részt vett az 1998-as világbajnokságon, az 1995-ös és az 1999-es konföderációs kupán, illetve az 1996-os Ázsia-kupán.

## Sikerei, díjai
en-Naszr
- Szaúd-arábiai bajnok (2): 1993–94, 1994–95
- AFC-bajnokok ligája döntős (1): 1996
- Kupagyőztesek Ázsia-kupája győztes (1): 1997–98
- Ázsiai szuperkupa (1): 1998

Szaúd-Arábia
- Ázsia-kupa győztes (1): 1996